# Palača Borghese, Rim
Palača Borghese je palača v Rimu v Italiji, glavni sedež družine Borghese. Zaradi nenavadne trapezne osnove so jo poimenovali il Cembalo (čembalo); njeno najožje pročelje gleda na reko Tibero. Vhod na nasprotnem koncu stavbe, "tastatura" čembala, gleda na Fontanella di Borghese, druga pa na veliki bočni fasadi na Piazza Borghese, ki je podaljšana z rahlo nagnjeno fasado, ki vodi navzdol Via Borghese proti reki. Oba vhoda vodita na veliko dvorišče, na eni strani katerega je dvostopenjska odprta arkada s parnimi dorskimi in jonskimi stebri, ki okvirjata vrt zunaj.
V prvem nadstropju palače je od leta 1947 sedež španskega veleposlaništva v Italiji.

## Zgodovina
Arhitekturni zgodovinar Howard Hibbard je pokazal, da se je del palače z devetimi oboki na Piazzi Fontanella Borghese začela leta 1560/61 za monsinjorja Tommasa del Giglia, katerega grb ali stemma ostajata nad vrati na trgu Piazza Borghese in predlaga, da arhitekt je bil Vignola, podatek, ki ga je sprejel Anthony Blunt, za katerega je James S. Ackerman menil, da je prepričljiv, od takrat pa so mu sledili drugi strokovnjaki z bolj ali manj zmanjšanimi posegi Longhija. Preden je leta 1578 umrl Tomasso del Giglio, je bila postavljena fasada in edinstvena dvonadstropna arkada dvorišča, ki ni dokumentirana, kar je predlagala Hibbardova konceptualna shema, ki jo je leta 1575-78 izvedel Martino Longhi starejši. Longhija je obdržal kardinal Pedro Deza, ki je nepremičnino kupil leta 1587, vendar se zdi, da je naredil le nekaj več kot nadaljevanje velikega dvorišča.
Kardinal Camillo Borghese je stavbo kupil leta 1604 in pridobil nadaljnje sosednje posesti proti reki. Ko je kardinal leta 1605 postal papež Pavel V., je dal palačo svojim bratom, vendar je nadaljeval delo, ki ga je odločno nadaljeval najprej Flaminio Ponzio, dokončala pa sta ga po Ponziovi smrti leta 1613 Carlo Maderno in Giovanni Vasanzio. Ponzio je razširil kvadratno dvorišče s petih na sedem obokov in ovalno stopnišče med dvoriščem in vrtom, ki se je raztezal vse do Ripette. Zgradil je tudi sekundarno fasado na Piazza Borghese in navzdol proti Tiberi z balkoni nad rustikalnim vhodom na Via di Ripetta.
Po smrti svojega strica se je tu naselil kardinal Scipione Borghese in se lotil spreminjanja vrta v ložo in viseči vrt.
V letih 1671–76 je Carlo Rainaldi dodal nove funkcije za princa Giovana Battista Borgheseja; najobsežnejše spremembe so bile narejene v na novo dvignjenem pritličju dolgega krila, ki se je raztezalo proti Tiberi in se končalo s pogledom na reko, za katero so Borghese našli najbolj prijazne bivalne prostore: Rainaldi je steno lože dodal na Ponzijevo končno fasado (slika desno), v notranjosti pa bogato štukaturno ovalno kapelo in ozke banjasto obokane galerije, katerih zelo nabito cortonijevske okrasne podrobnosti je oblikoval Giovan Francesco Grimaldi (1606-1680).
Rimsko pristanišče Porto di Ripetta je bilo ob bregu reke Via di Ripetta. Od leta 1707 bi tiberska stran Palazzo Borghese spregledala scenografske stopnice Porto di Ripetta, ki jih je zasnoval Alessandro Specchi. Pristanišče je bilo v 19. stoletju uničeno z razvojem Lungotevereja.

## Opis
Glavna pročelja imajo tri nadstropja z dvema vmesnima etažama, oba veličastna portala pa obdajata stebra in balkon. Skozi portal na Piazza Fontanella Borghese je pogled na dvorišče osredotočen na enega od stenskih vodnjakov na vrtu onkraj.
Zgradba ima veličastno notranje dvorišče, obdano s šestinšestdesetimi granitnimi stebri in okrašeno s kipi, nimfejem in drugimi značilnostmi, pa tudi zaprt vrt s tremi nišnimi vodnjaki, ki jih je zgradil Johann Paul Schor in jih je zaključil Rainaldi za princa Giovana Battista Borgheseja leta 1673. Dvorišče je bilo opisano kot »eno najbolj spektakularnih obstoječih, ne samo v Rimu«.
Fasada proti Piazzi Fontanella Borghese je obrnjena proti drugi palači Borghese, ki jo je v 16. stoletju obnovil Scipio Borghese za namestitev manjših članov družine, hlevov in služabnikov.
Palača Borghese je bila prvotni sedež družinske umetniške zbirke z deli Rafaela, Tiziana in mnogih drugih, ki so jih leta 1891 prenesli v Galerijo Borghese v vili Borghese.
Balkonski prizor v filmu Romeo in Julija iz leta 1968 ni bil posnet v tej Palači Borghese, ampak v Palazzo Borghese v Arteni izven Rima.